# Узкое (Псковская область)
Узкое — деревня в Усвятском районе Псковской области России. Входит в состав Усвятской волости.

## География
Расположена на реке Ловать, в 12 км к западу от райцентра Усвяты.

## Население
| 2001 | 2002 | 2010 |
| ---- | ---- | ---- |
| 171  | ↗176 | ↘136 |

Численность населения деревни по оценке на начало 2001 года составляла 171 человек.